# Goldfish
Goldfish – południowoafrykański projekt muzyczny, który tworzy dwóch muzyków i DJ-ów – Dominic Peters i David Poole.
Projekt Goldfish pochodzi z Kapsztadu w południowym RPA. Członkowie projektu zyskali ogólnoświatowe uznanie i stali się jednymi, z najbardziej znanych południowoafrykańskich artystów dzięki specyficznemu i unikatowemu brzmieniu – tworzą oni bowiem muzykę elektroniczną zawierającą elementy muzyki indie dance, deep house, a także jazzowej i afrykańskich brzmień, łącząc żywe instrumenty takie jak kontrabas, saksofon, klawiatura, flet i wokal z efektem samplerów syntezatorów. Stosowanie afrykańskich motywów w muzyce białych Południowoafrykańczyków czerpiących częściej z muzyki amerykańskiej i europejskiej jest unikatowym zjawiskiem, co również przekłada się na popularność projektu Goldfish.
Duet Goldfish wielokrotnie był nominowany w MTV Africa Music Awards.